# Kaithal
Kaithal là một thành phố và là nơi đặt hội đồng đô thị (municipal council) của quận Kaithal thuộc bang Haryana, Ấn Độ.

## Địa lý
Kaithal có vị trí 29°48′B 76°23′Đ / 29,8°B 76,38°Đ Nó có độ cao trung bình là 220 mét (721 feet).

## Nhân khẩu
Theo điều tra dân số năm 2001 của Ấn Độ, Kaithal có dân số 117.226 người. Phái nam chiếm 54% tổng số dân và phái nữ chiếm 46%. Kaithal có tỷ lệ 65% biết đọc biết viết, cao hơn tỷ lệ trung bình toàn quốc là 59,5%: tỷ lệ cho phái nam là 70%, và tỷ lệ cho phái nữ là 58%. Tại Kaithal, 14% dân số nhỏ hơn 6 tuổi.